# Еловка (Клетнянский район)
Еловка — деревня в Клетнянском районе Брянской области России. Входит в состав Мирнинского сельского поселения.

## География
Деревня находится в северо-западной части Брянской области, в зоне хвойно-широколиственных лесов, в пределах северо-восточной части Приднепровской низменности, на расстоянии примерно 14 км (по прямой) к северо-западу от посёлка городского типа Клетня, административного центра района. Абсолютная высота — 169 м над уровнем моря.

### Климат
Климат характеризуется как умеренно континентальный с достаточным увлажнением. Среднегодовая многолетняя температура воздуха составляет 5 °С. Средняя температура воздуха самого тёплого месяца (июля) — 18,1 °C (абсолютный максимум — 37 °C); самого холодного (января) — −8,4 °C (абсолютный минимум — −37 °C). Среднегодовое количество атмосферных осадков составляет 550—600 мм. Снежный покров держится в течение 135 дней. Преобладают ветры южного, юго-западного и западного направления.

### Часовой пояс
Деревня Еловка, как и вся Брянская область, находится в часовой зоне МСК (московское время). Смещение применяемого времени относительно UTC составляет +3:00.

## Население
| 2010 | 2013 |
| ---- | ---- |
| 3    | ↘2   |

### Национальный состав
Согласно результатам переписи 2002 года, в национальной структуре населения русские составляли 100 % из 6 чел.